# Поховання
Похова́ння (Інгумація) — комплекс заходів та обрядових дій, які здійснюються з моменту смерті людини до поміщення труни з тілом або урни з прахом у могилу або колумбарну нішу, облаштування та утримання місця поховання відповідно до звичаїв та традицій, що не суперечать законодавству.

## Короткі відомості

### Україна
Похова́ння — діяльність відповідних органів державної влади, органів місцевого самоврядування, їх посадових осіб у межах повноважень, визначених Законом України «Про поховання та похоронну справу», а також суб'єктів господарювання, спрямована на:
1. забезпечення належного ставлення до тіла (останків, праху);
2. забезпечення права громадян на захоронення їхнього тіла відповідно до їх волевиявлення, якщо таке є;
3. створення та експлуатацію об'єктів, призначених для поховання, утримання і збереження місць поховань;
4. організацію і проведення поховань померлих та/або загиблих;
5. надання ритуальних послуг, реалізацію предметів ритуальної належності.

## Археологія
- Скорчене поховання (трупокладення)
- Витягнуте поховання (трупокладення)
- Сидяче поховання (трупокладення)
- Мумія
- Трупоспалення
- Місце поховання